# Formel 1-VM 1967
Formel 1-VM 1967 hade elva deltävlingar som kördes under perioden 2 januari-22 oktober. Förarmästerskapet vanns av nyzeeländaren Denny Hulme och konstruktörsmästerskapet av Brabham-Repco.

## Vinnare
- Förare:  Denny Hulme, Nya Zeeland, Brabham-Repco
- Konstruktör:  Brabham-Repco, Storbritannien

## Grand Prix 1967
| Grand Prix                 | Datum        | Bana              | Vinnande förare! Vinnande stall | Vinnande tillverkare |                 |   |
| -------------------------- | ------------ | ----------------- | ------------------------------- | -------------------- | --------------- | - |
| Sydafrikas Grand Prix      | 2 januari    | Kyalami           | Pedro Rodríguez                 | Cooper               | Cooper-Maserati | * |
| Monacos Grand Prix         | 7 maj        | Monte Carlo       | Denny Hulme                     | Brabham              | Brabham-Repco   | * |
| Nederländernas Grand Prix  | 4 juni       | Zandvoort         | Jim Clark                       | Lotus                | Lotus-Ford      | * |
| Belgiens Grand Prix        | 18 juni      | Spa-Francorchamps | Dan Gurney                      | Eagle                | Eagle-Weslake   | * |
| Frankrikes Grand Prix      | 2 juli       | Le Mans           | Jack Brabham                    | Brabham              | Brabham-Repco   | * |
| Storbritanniens Grand Prix | 15 juli      | Silverstone       | Jim Clark                       | Lotus                | Lotus-Ford      | * |
| Tysklands Grand Prix       | 6 augusti    | Nürburgring       | Denny Hulme                     | Brabham              | Brabham-Repco   | * |
| Kanadas Grand Prix         | 27 augusti   | Mosport Park      | Jack Brabham                    | Brabham              | Brabham-Repco   | * |
| Italiens Grand Prix        | 10 september | Monza             | John Surtees                    | Honda                |                 | * |
| USA:s Grand Prix           | 1 oktober    | Watkins Glen      | Jim Clark                       | Lotus                | Lotus-Ford      | * |
| Mexikos Grand Prix         | 22 oktober   | Mexico City       | Jim Clark                       | Lotus                | Lotus-Ford      | * |

## Grand Prix utanför VM 1967
| Grand Prix /Race          | Datum        | Bana         | Vinnande förare! Vinnande stall | Vinnande tillverkare |               |
| ------------------------- | ------------ | ------------ | ------------------------------- | -------------------- | ------------- |
| Race of Champions         | 12 mars      | Brands Hatch | Dan Gurney                      | Eagle                | Eagle-Weslake |
| Spring Trophy             | 15 april     | Oulton Park  | Jack Brabham                    | Brabham              | Brabham-Repco |
| BRDC International Trophy | 29 april     | Silverstone  | Mike Parkes                     | Ferrari              |               |
| Syrakusas Grand Prix      | 21 maj       | Syrakusa     | Mike Parkes                     | Ferrari              |               |
| International Gold Cup    | 16 september | Oulton Park  | Jack Brabham                    | Brabham              | Brabham-Repco |
| Spaniens Grand Prix       | 12 november  | Jarama       | Jim Clark                       | Lotus                | Lotus-Ford    |

## Stall, nummer och förare 1967
| Stall/Tillverkare                             | Nummer                            | Förare                            |
| --------------------------------------------- | --------------------------------- | --------------------------------- |
| BMW                                           | -                                 | Hubert Hahne, Tyskland            |
| BRM                                           | 3, 4, 5, 7, 9, 10, 11, 14, 15, 31 | Jackie Stewart, Storbritannien    |
| BRM                                           | 4, 5, 6, 8, 10, 11, 12, 16, 36    | Mike Spence, Storbritannien       |
| Bernard White Racing (BRM)                    | 12, 20                            | David Hobbs, Storbritannien       |
| Brabham-Repco                                 | 1, 3, 8, 16, 25                   | Jack Brabham, Australien          |
| Brabham-Repco                                 | 2, 4, 9, 18, 26                   | Denny Hulme, Nya Zeeland          |
| Charles Vögele Racing (Cooper-ATS)            | 22                                | Silvio Moser, Schweiz             |
| Cooper-Maserati                               | 3, 4, 5, 10, 11, 12, 29, 30, 71   | Jochen Rindt, Österrike           |
| Cooper-Maserati                               | 4, 6, 11, 12, 14, 21, 30          | Pedro Rodríguez, Mexiko           |
| Cooper-Maserati                               | 8                                 | Richard Attwood, Storbritannien   |
| Cooper-Maserati                               | 14                                | Alan Rees, Storbritannien         |
| Cooper-Maserati                               | 21, 32                            | Jacky Ickx, Belgien               |
| DW Racing Enterprises (Brabham-Climax)        | 14, 15, 21, 19, 17                | Bob Anderson, Storbritannien      |
| Eagle (Eagle-Weslake & Eagle-Climax)          | 8, 9, 10, 11, 15, 23, 36          | Dan Gurney, USA                   |
| Eagle (Eagle-Weslake & Eagle-Climax)          | 8, 10                             | Bruce McLaren, Nya Zeeland        |
| Eagle (Eagle-Weslake & Eagle-Climax)          | 10                                | Ludovico Scarfiotti, Italien      |
| Eagle (Eagle-Weslake & Eagle-Climax)          | 22                                | Richie Ginther, USA               |
| Ferrari                                       | 1, 2, 3, 8, 9, 20                 | Chris Amon, Nya Zeeland           |
| Ferrari                                       | 2, 22                             | Ludovico Scarfiotti, Italien      |
| Ferrari                                       | 3, 4                              | Mike Parkes, Storbritannien       |
| Ferrari                                       | 12                                | Jonathan Williams, Storbritannien |
| Ferrari                                       | 18                                | Lorenzo Bandini, Italien          |
| Honda                                         | 3, 7, 11, 14                      | John Surtees, Storbritannien      |
| Jo Bonnier (Cooper-Maserati)                  | 9, 23, 15, 16, 26, 39             | Joakim Bonnier, Sverige           |
| John Love (Cooper-Climax)                     | 17                                | John Love, Rhodesia               |
| John Maryon (Eagle-Climax)                    | 11                                | Al Pease, Kanada                  |
| Ligier (Cooper-Maserati & Brabham-Repco)      | 12, 15, 16, 18, 19, 32            | Guy Ligier, Frankrike             |
| Lotus (Lotus-BRM & Lotus-Climax & Lotus-Ford) | 3, 5, 6, 7, 12, 20, 21            | Jim Clark, Storbritannien         |
| Lotus (Lotus-BRM & Lotus-Climax & Lotus-Ford) | 4, 6, 7, 8, 14, 22                | Graham Hill, Storbritannien       |
| Lotus (Lotus-BRM & Lotus-Climax & Lotus-Ford) | 5                                 | Eppie Wietzes, Kanada             |
| Lotus (Lotus-BRM & Lotus-Climax & Lotus-Ford) | 18                                | Moisés Solana, Mexiko             |
| Lotus (Lotus-BRM & Lotus-Climax & Lotus-Ford) | 24                                | Giancarlo Baghetti, Italien       |
| Luki Botha (Brabham-Climax)                   | 20                                | Luki Botha, Sydafrika             |
| Matra-Ford                                    | 1, 22                             | Jean-Pierre Beltoise, Frankrike   |
| Matra-Ford                                    | 2                                 | Johnny Servoz-Gavin, Frankrike    |
| McLaren-BRM                                   | 4, 14, 16, 17, 19                 | Bruce McLaren, Nya Zeeland        |
| Mike Fisher (Lotus-BRM)                       | 6, 10                             | Mike Fisher, USA                  |
| R R C Walker (Cooper-Maserati)                | 6, 12, 14, 15, 17, 18, 20, 34     | Jo Siffert, Schweiz               |
| Reg Parnell (Lotus-BRM & BRM)                 | 15, 17, 18, 38                    | Chris Irwin, Storbritannien       |
| Reg Parnell (Lotus-BRM & BRM)                 | 16, 6                             | Piers Courage, Storbritannien     |
| Sam Tingle (LDS-Climax)                       | 18                                | Sam Tingle, Rhodesia              |
| Scuderia Scribante (Brabham-Climax)           | 19                                | Dave Charlton, Sydafrika          |
| Tom Jones (Cooper-Climax)                     | 41                                | Tom Jones, USA                    |

## Slutställning förare 1967
| Placering | Förare! Stall       | Konstruktör           | Poäng                                 |    |
| --------- | ------------------- | --------------------- | ------------------------------------- | -- |
| 1         | Denny Hulme         | Brabham               | Brabham-Repco                         | 51 |
| 2         | Jack Brabham        | Brabham               | Brabham-Repco                         | 46 |
| 3         | Jim Clark           | Lotus                 | Lotus-BRM & Lotus-Climax & Lotus-Ford | 41 |
| 4         | John Surtees        | Honda                 |                                       | 20 |
| 5         | Chris Amon          | Ferrari               |                                       | 20 |
| 6         | Pedro Rodríguez     | Cooper                | Cooper-Maserati                       | 15 |
| 7         | Graham Hill         | Lotus                 | Lotus-BRM & Lotus-Ford                | 15 |
| 8         | Dan Gurney          | Eagle                 | Eagle-Climax                          | 13 |
| 9         | Jackie Stewart      | BRM                   |                                       | 10 |
| 10        | Mike Spence         | BRM                   |                                       | 9  |
| 11        | John Love           | John Love             | Cooper-Climax                         | 6  |
| 12        | Jo Siffert          | R R C Walker          | Cooper-Maserati                       | 6  |
| 13        | Jochen Rindt        | Cooper                | Cooper-Maserati                       | 6  |
| 14        | Bruce McLaren       | McLaren               | McLaren-BRM                           | 3  |
| 15        | Joakim Bonnier      | Jo Bonnier            | Cooper-Maserati                       | 3  |
| 16        | Chris Irwin         | Reg Parnell           | Lotus-BRM & BRM                       | 2  |
| 17        | Bob Anderson        | DW Racing Enterprises | Brabham-Climax                        | 2  |
| 18        | Mike Parkes         | Ferrari               |                                       | 2  |
| 19        | Guy Ligier          | Ligier                | Cooper-Maserati & Brabham-Repco       | 1  |
| 20        | Ludovico Scarfiotti | Ferrari               |                                       | 1  |
| 21        | Jacky Ickx          | Cooper                | Cooper-Maserati                       | 1  |

## Slutställning konstruktörer 1967
| Placering | Konstruktör     | Poäng |
| --------- | --------------- | ----- |
| 1         | Brabham-Repco   | 63    |
| 2         | Lotus-Ford      | 44    |
| 3         | Cooper-Maserati | 28    |
| 4         | Honda           | 20    |
| =         | Ferrari         | 20    |
| 6         | BRM             | 17    |
| 7         | Eagle-Weslake   | 13    |
| 8         | Lotus-BRM       | 6     |
| =         | Cooper-Climax   | 6     |
| 10        | McLaren-BRM     | 3     |
| 11        | Brabham-Climax  | 2     |
| 12        | Matra-Ford      | 0     |
| =         | Lotus-Climax    | 0     |
| =         | LDS-Climax      | 0     |
| =         | Eagle-Climax    | 0     |
| =         | Cooper-ATS      | 0     |